# Luisenstraße (Wuppertal)

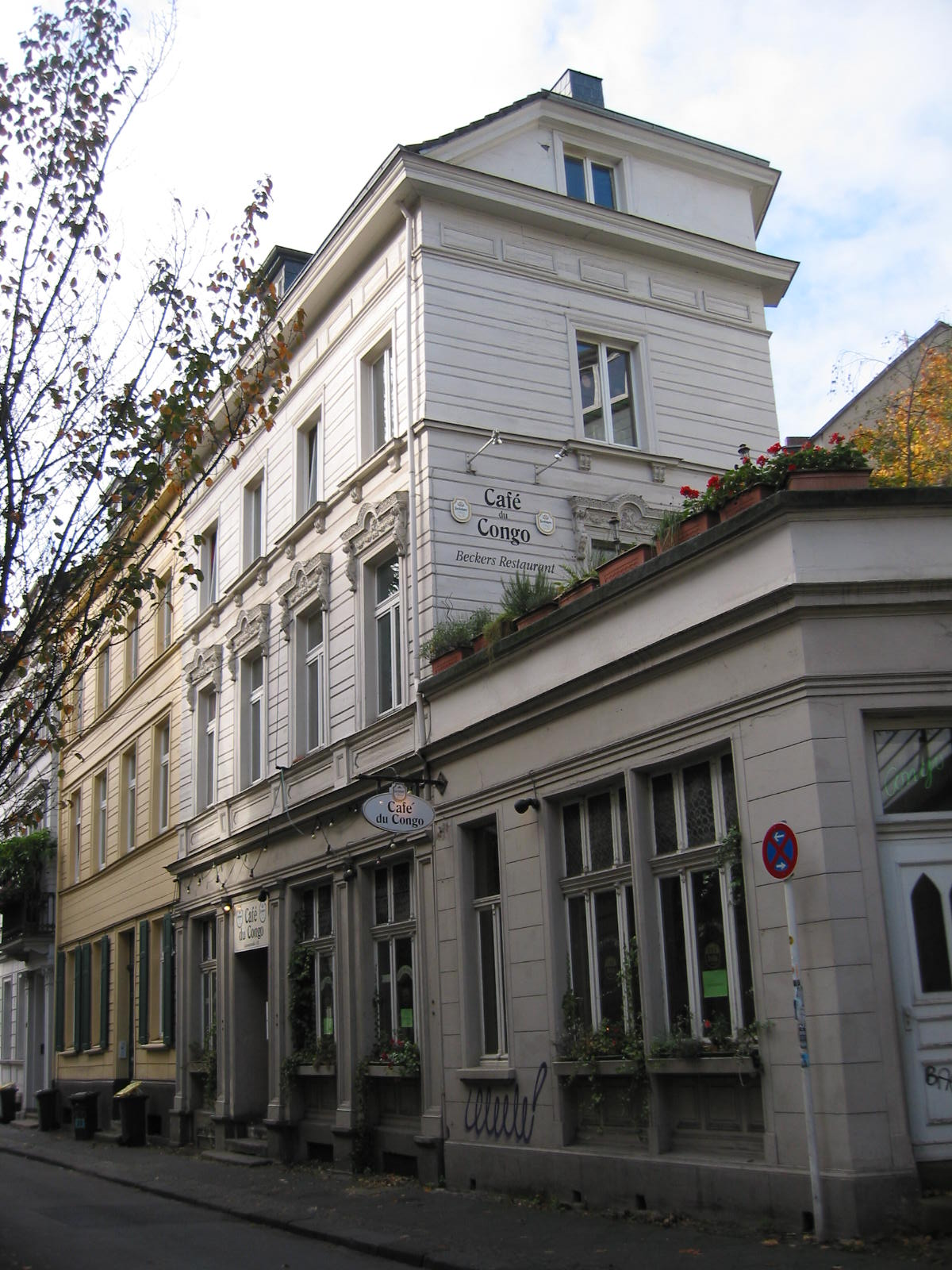
In der Luisenstraße

Die Luisenstraße ist eine Stadtstraße in Wuppertal-Elberfeld und gilt als „Wuppertaler Altstadt“. Das Stadtviertel um die Straße wird Luisenviertel genannt.
Die Luisenstraße wurde im Zuge der Erweiterung Elberfelds nach Westen zu Beginn des 19. Jahrhunderts von Privatleuten angelegt und 1826 eröffnet. Sie führt in Ost-West-Richtung aus der Nähe des Neumarktes zur Briller Straße und bildet dabei eine nördlich versetzte Parallelstraße zur Friedrich-Ebert-Straße (ehemals Königsstraße), der Hauptstraße des Viertels. Namenspatronin war die zur Erbauungszeit lebende Luise von Preußen. Mit ihrem Namen erhielt die Luisenstraße einen damals überaus beliebten Straßennamen, entstanden doch zur gleichen Zeit in Berlin, Bad Homburg vor der Höhe, Darmstadt und vielen weiteren deutschen Städten Luisen- beziehungsweise Louisenstraßen und -plätze.
Aufgrund ihrer – im Gegensatz zu dem eigentlichen Elberfelder Ortskern, dessen historische Bausubstanz durch Luftangriffe größtenteils zerstört wurde – in weiten Teilen erhaltenen einfachen klassizistischen Wohnbauten und typisch bergisch verschindelten Fassaden hat die Straße und ihre Umgebung die Anmutung einer Altstadt. Außerdem liegt an der Straße die St.-Laurentius-Kirche vor dem Laurentiusplatz. Heute ist die Straße neben ihrer Architektur durch zahlreiche gastronomische Angebote und Kunsthandwerksläden geprägt.
Die Luisenstraße markiert den Nordrand der Talsohle der Wupper. Alle Grundstücke nördlich der Straße weisen einen steilen Geländeanstieg des Ölberges auf, der teilweise nur durch Treppen überwunden werden kann. Auch die bekannte Treppenanlage Tippen-Tappen-Tönchen liegt nicht fern.